# سیارک ۱۷۷۹۴
سیارک ۱۷۷۹۴ (به انگلیسی: 17794 Kowalinski، نامگذاری:1998FC60) هفده هزار و هفتصد و نود و چهارمین سیارک کشف شده‌است که در ۲۰ مارس ۱۹۹۸ کشف شد.
قدر مطلق سیارک برابر ۱۷.۸ است.